# Apistogramma martini
Apistogramma martini är en fiskart som beskrevs av Römer, Hahn, Römer, Soares och Wöhler 2003. Apistogramma martini ingår i släktet Apistogramma och familjen Cichlidae. Inga underarter finns listade i Catalogue of Life.